# Germes
EMS «Germes» (рус. СЭД «Гермес») — система электронного документооборота и управления бизнес процессами, созданная в декабре 2005 года разработчиками компании ООО "BAIK Technologies".

## Разработчик СЭД «Germes»
Разработкой системы занимается компания ООО «BAIK Technologies», которая работает на рынке информационных технологий с 2004 года и по итогам 2010—2013 гг. охватила 80 % рынка систем электронного документооборота Узбекистана; Компания является бизнес и премьер партнером IBM, бизнес партнером ORACLE, Microsoft и ABBYY.
Система электронного документооборота «GERMES» — является национальным продуктом, разработанным компанией ООО «BAIK Technologies» для организации грамотной работы с документами и поддержки СМК по стандарту ISO: 9001.

## Назначение системы СЭД «Germes»
Основными функциями системы являются:
- автоматизация бумажного документооборота и контроль исполнения различного рода поручений;
- оперативное отслеживание хода исполнения документов;
- централизованное хранение документов;
- подготовка достоверных отчетов касательно исполнительской дисциплины, статистических и аналитических данных;
- повышение управляемости и эффективности предприятия.

## Внедрение СЭД «Germes»
Основными пользователями системы являются:
- государственные учреждения и ведомства (Министерство иностранных дел Республики Узбекистан, Министерство финансов Республики Узбекистан, Министерство экономики Республики Узбекистан, Министерство внешних экономических отношений, инвестиций и торговли Республики Узбекистан, Министерство сельского и водного хозяйства Республики Узбекистан, Государственный таможенный комитет Республики Узбекистан)
- компании, связанные со СМИ (Национальная телерадиокомпания Узбекистана, Центр мониторинга в сфере массовых коммуникаций, СП «Unitech»)
- негосударственные некоммерческие предприятия (Торгово-промышленная палата Узбекистана)
- нефтяные компании (АК «Узнефтмахсулот», ГАК «Узкимёсаноат», ОАО «Максам-Чирчик»)
- энергетические компании (Узбекэнерго)
- предприятия газовой отрасли (УДП «Шуртанский Газохимический комплекс», АК «Трансгаз», ХГТК «Андижонгаз»)
- металлургические предприятия (АПО «Узметкомбинат», ОАО «Navoiyazot», Ферганский НПЗ)
- машиностроительные предприятия (Узавтосаноат, GM Uzbekistan, GM PowerTrain Uzbekistan и другие предприятии Узавтосаноат)
- предприятия легкой промышленности (ГАК «Узбекенгилсаноат», АК «Уздонмахсулот», ГИ «Узгосжелдорнадзор»)
- банки и инвестиционные компании (РАКБ «Галлабанк», АК «Узпромстройбанк», «NBU Invest Group»)
- страховые компании (ОАО ГАСК «Узагросугурта», «Ташкентсугурта»)
- национальная авиакомпания Uzbekistan Airways
- высшие и средние учебные заведения (Ташкентский государственный экономический университет)
- медицинские учреждения и фармацевтические компании
- аудиторские компании
- строительные компании
- пенсионные фонды
- торговые компании, сети ресторанов и кофеен и др.

## Награды
- Март 2007 года — звание «Лучший программный продукт»[2] и победа в конкурсе на призы Президента Республики Узбекистан «Ташаббус-2007».
- Май 2007 года — звание «Программный продукт- марка года»[3] в первой национальной выставке программных продуктов «Best Soft Uzbekistan 2007».